# Recrutamento militar
O recrutamento militar consiste em atrair pessoas e selecioná-las para treinamento e emprego nas forças armadas.

## Demografia

### Gênero
Em todo o mundo, a maioria dos recrutas das forças armadas estatais e grupos armados não estatais são homens. A proporção de mulheres varia internacionalmente; por exemplo, são aproximadamente 3% na Índia, 10% no Reino Unido e no Brasil, 13% na Suécia, 18% nos EUA e 26% na África do Sul. Embora muitos estados não recrutem mulheres para funções de combate corpo a corpo, vários países, incluindo potências ocidentais como França, Reino Unido e EUA, suspenderam essa restrição nos últimos anos. Em agosto de 2024, foi implementado o recrutamento voluntário de mulheres para o serviço militar, iniciado 2025.
Pesquisas realizadas no Reino Unido, Canadá e EUA indicam que mulheres nas forças armadas enfrentam riscos significativamente maiores de assédio sexual e violência sexual em comparação com militares homens e civis mulheres. Alguns países, como Brasil, Reino Unido, EUA e Canadá, começaram a reconhecer o direito de pessoas transgênero servirem abertamente nas forças armadas, embora essa mudança tenha enfrentado resistência política e cultural.

### Faixa Etária
As forças armadas estabelecem idades mínima e máxima para recrutamento. Na prática, a maioria dos recrutas militares são jovens adultos. Por exemplo, em 2013, a idade média de um soldado em início de treinamento no Exército dos Estados Unidos era de 20,7 anos. No Brasil, o recrutamento ocorre entre os jovens de 18 anos.

## Processo de Inscrição
Normalmente, os candidatos ao emprego militar se inscrevem online ou em um centro de recrutamento. Existem vários critérios de elegibilidade, que podem estar relacionados a idade, nacionalidade, altura e peso (índice de massa corporal), histórico médico e psiquiátrico, uso de drogas ilícitas, antecedentes criminais, resultados acadêmicos, comprovação de identidade, referências satisfatórias e presença de tatuagens visíveis. Um padrão mínimo de desempenho acadêmico pode ser exigido para determinadas funções técnicas ou para cargos de liderança, como oficial comissionado. Candidatos que atendem aos critérios passam normalmente por testes de aptidão, exame médico, entrevista psicológica, entrevista de emprego e avaliação física.
Dependendo dos critérios atendidos e da disponibilidade de vagas nas unidades militares, os candidatos podem ou não ser oferecidos um cargo. Aqueles que aceitam a oferta aguardam o início do treinamento militar. Durante, ou antes, do início do treinamento, os candidatos prestam um juramento de lealdade ou assinam os documentos de adesão.
O período entre a inscrição inicial e o juramento pode durar várias semanas ou meses, e muitos candidatos desistem durante esse tempo. Por exemplo, em 2017, apenas 1 em cada 20 candidatos ao Exército Britânico foi finalmente alistado. A maioria das forças armadas que recrutam menores (indivíduos com menos de 18 anos) precisa obter o consentimento informado de um ou ambos os pais, ou responsáveis legais, antes do alistamento. O consentimento é normalmente indicado por meio de um formulário assinado pelos pais ou responsáveis.

## Termos de Serviço
No Brasil, ao se alistar, os recrutas firmam um compromisso com as Forças Armadas, e para os militares de serviço obrigatório, o período de serviço é geralmente de 12 meses, podendo ser reduzido ou entendido. Existe uma fase de triagem, onde alguns recrutas podem ser dispensados ou remanejados para o serviço de reserva, o que permite que eles não precisem cumprir o tempo integral. O serviço de reserva permite que o recruta mantenha um trabalho civil enquanto treina sob disciplina militar por um número mínimo de dias por ano. Após cumprir o serviço obrigatório, os ex-recrutas podem ser convocados para retornar ao serviço militar, mas isso ocorre apenas em situações específicas, como treinamento ou operações, e não de forma rotineira.